# ليا بارولاري
ليا بارولاري (من مواليد 30 يوليو 1990) لاعبة جمباز فنية إيطالية مثلت إيطاليا في دورة الألعاب الأولمبية الصيفية 2008 حيث احتلت المركز الرابع عشر في النهائي الفردي الشامل. كانت أحد أعضاء الفريق الإيطالي الذي فاز بالميدالية الذهبية في بطولة أوروبا 2006. هي بطلة إيطاليا لعام 2008.

## روابط خارجية
- ليا بارولاري في الاتحاد الدولي للجمباز